# رتیان
رتیان (به عربی: رتیان) یک روستا در سوریه است که در استان حلب واقع شده‌است. رتیان ۲٬۲۱۶ نفر جمعیت دارد.